# نوموگرام
دستورنگار یا نوموگرام (به انگلیسی: Nomogram) وسیله محاسباتی با کمک خطوط و منحنی‌های ترسیمی است. عبارت است از سه یا چند خط به شکل‌های مختلف (حداقل ۳ خط) که با قرار گرفتن به شکلهای مختلف در کنار یکدیگر (موازی، منحنی، ...) تشکیل یک نموگرام یا دستورنگار را می‌دهند که برای موارد مختلف از قبیل حل توابع جمع، ضرب، و غیره به کار می‌رود.